# Bosc-Mesnil
Bosc-Mesnil is een gemeente in het Franse departement Seine-Maritime (regio Normandië) en telt 218 inwoners (2004). De plaats maakt deel uit van het arrondissement Dieppe.

## Geografie
De oppervlakte van Bosc-Mesnil bedraagt 9,5 km², de bevolkingsdichtheid is 22,9 inwoners per km².
De onderstaande kaart toont de ligging van Bosc-Mesnil met de belangrijkste infrastructuur en aangrenzende gemeenten.

## Demografie
Onderstaande figuur toont het verloop van het inwonertal (bron: INSEE-tellingen).